# Istituto Leibniz per l'astrofisica di Potsdam

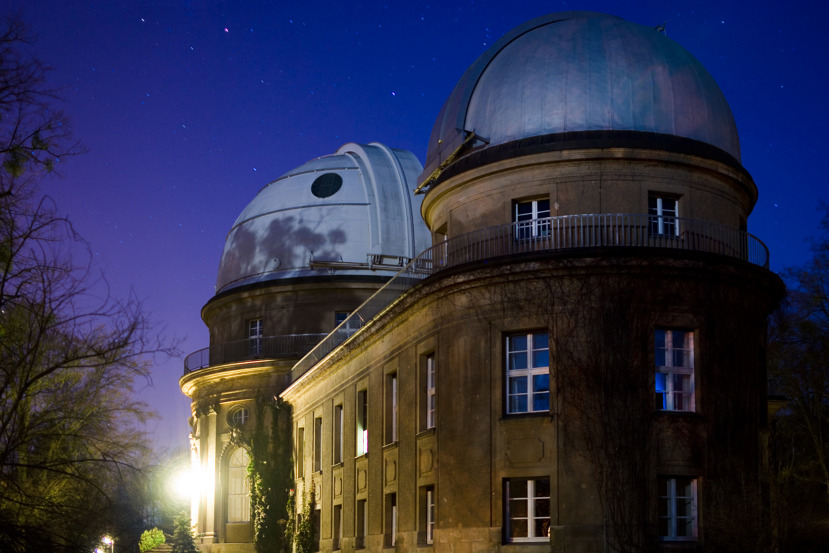
L'edificio principale della sede di Babelsberg, chiamato Humboldthaus

Il Leibniz-Institut für Astrophysik Potsdam ("Istituto Leibniz per l'astrofisica di Potsdam"), già Astrophysikalisches Institut Potsdam ("Istituto di astrofisica di Potsdam"), donde la sigla tuttora usata AIP, è un istituto di ricerca tedesco.

## Storia

### L'osservatorio di Berlino

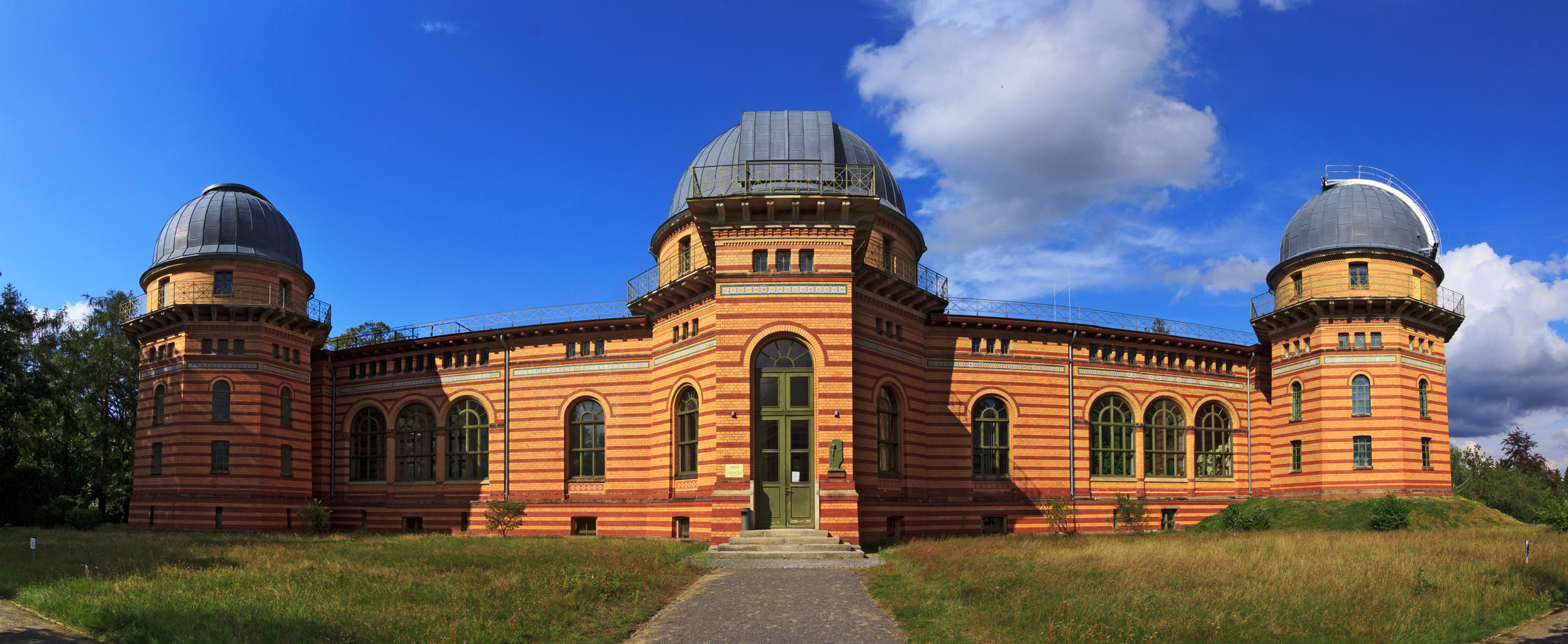
L'edificio di Potsdam, non più utilizzato come osservatorio astronomico

L'osservatorio di Potsdam viene considerato il successore di quello di Berlino. Su proposta di Leibniz, il principe elettore Federico I di Prussia aveva fondato a Berlino nel luglio 1700 la  Brandenburgische Societät (poi ribattezzata Accademia Prussiana delle Scienze). Due mesi dopo gli introiti del monopolio dei calendari fornirono i fondi per costruire un osservatorio astronomico, di cui fu nominato direttore Gottfried Kirch. Gli introiti del calendario nazionale, basato sui calcoli dell'Osservatorio, rimasero una fonte finanziaria per la stessa Accademia fino all'inizio dell'Ottocento.
Alexander von Humboldt promosse lo studio dell'astronomia e svolse un ruolo importante nel finanziare l'osservatorio di Berlino e gli strumenti astronomici.
L'Osservatorio di Berlino divenne famoso quando Johann Gottfried Galle scoprì il pianeta Nettuno nel 1846.

### L'osservatorio astrofisico di Potsdam

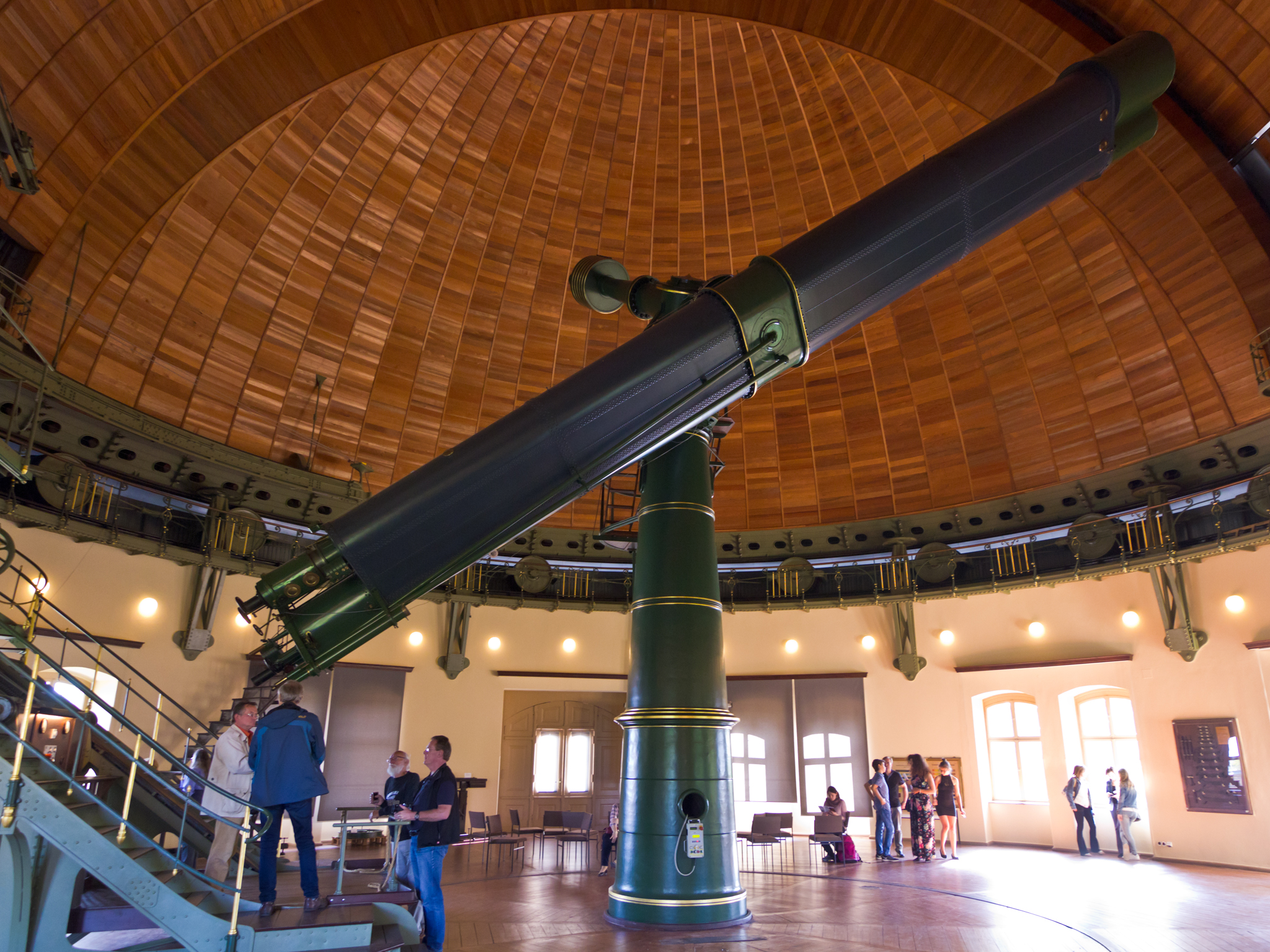
Il Große Refraktor del 1899

A metà Ottocento fu elaborata da Gustav Kirchhoff e Robert Bunsen l'analisi spettroscopica, che permetteva di ottenere informazioni sulle caratteristiche fisiche e chimiche delle stelle, attraverso l'analisi del loro spettro luminoso. L'allora direttore dell'Osservatorio, Wilhelm Julius Foerster comprese queste possibilità e iniziò la costruzione di un osservatorio solare nel 1871. È perciò considerato il primo osservatorio ad aver sottolineato esplicitamente la ricerca nel campo dell'astrofisica.
Il sito del nuovo osservatorio fu scelto su di una collina a sud di Potsdam, il Telegrafenberg, su cui era stata costruita fra il 1832 e il 1848 una stazione di raccordo del telegrafo militare fra Berlino e Coblenza. L'osservatorio astrofisico fu fondato ufficialmente nel 1874 e i lavori di costruzione dell'osservatorio iniziarono nel 1876: l'edificio principale fu terminato ed attrezzato nel 1879.
Nel 1882 il nuovo direttore Carl Hermann Vogel concentrò la sua attività sull'astrofisica stellare. Fu il primo a determinare le velocità radiali delle stelle utilizzando le fotografie, e come risultato scoprì le binarie spettroscopiche.
Nel 1899 fu inaugurato quello che allora era il più grande telescopio rifrattore del mondo, il Großer Refraktor con lenti da 80 e 50 cm, installato in una cupola di 24 m. L'impianto venne inaugurato alla presenza dell'imperatore Guglielmo II.
Dimostrare lo spostamento verso il rosso gravitazionale delle linee spettrometriche del sole, un effetto ipotizzato nella teoria della relatività generale di Einstein, era lo scopo della torre solare, costruita fra il 1921 e il 1924 in stile espressionista dall'architetto Erich Mendelsohn. Benché all'epoca non fosse ancora tecnicamente possibile misurare lo spostamento verso il rosso gravitazionale, nella Torre mossero i primi passi importanti ricerche nel campo della fisica solare e del plasma.

### Il trasferimento a Babelsberg
Alla fine dell'Ottocento l'osservatorio, originariamente costruito fuori dei confini comunali di Berlino, era ormai circondato da condomini, sicché le osservazioni scientifiche erano diventate impossibili. Così fu proposto il trasferimento dell'Osservatorio in una posizione fuori città con migliori condizioni di osservazione.
Nel 1906 fu scelta la nuova posizione su di una collina nella parte orientale del Parco Reale di Babelsberg. Il terreno venne messo a disposizione dell'Osservatorio dalla Corona, senza compenso. I costi del nuovo edificio e degli strumenti scientifici ammontarono a 1,5 milione di Goldmarken e poterono essere coperti vendendo la proprietà del vecchio osservatorio di Berlino. Perciò il vecchio osservatorio fu demolito. Il trasferimento dell'Osservatorio a Babelsberg fu completato nel 1913: il telescopio rifrattore da 65 cm fu il primo grande strumento astronomico costruito dalla Carl Zeiss di Jena.
Nel 1924 fu completato anche il telescopio rifrattore da 122 cm, a quel tempo era il secondo più grande del mondo, perciò l'osservatorio di Babelsberg era il meglio attrezzato d'Europa.
All'inizio del 1931 l'Osservatorio di Sonneberg, fondato da Cuno Hoffmeister, fu accorpato all'osservatorio di Babelsberg. Per più di sessant'anni vi vennero effettuati rilevamenti fotografici, che costituiscono il secondo più grande archivio di fotografie astronomiche al mondo.

### Sotto la Repubblica Democratica Tedesca

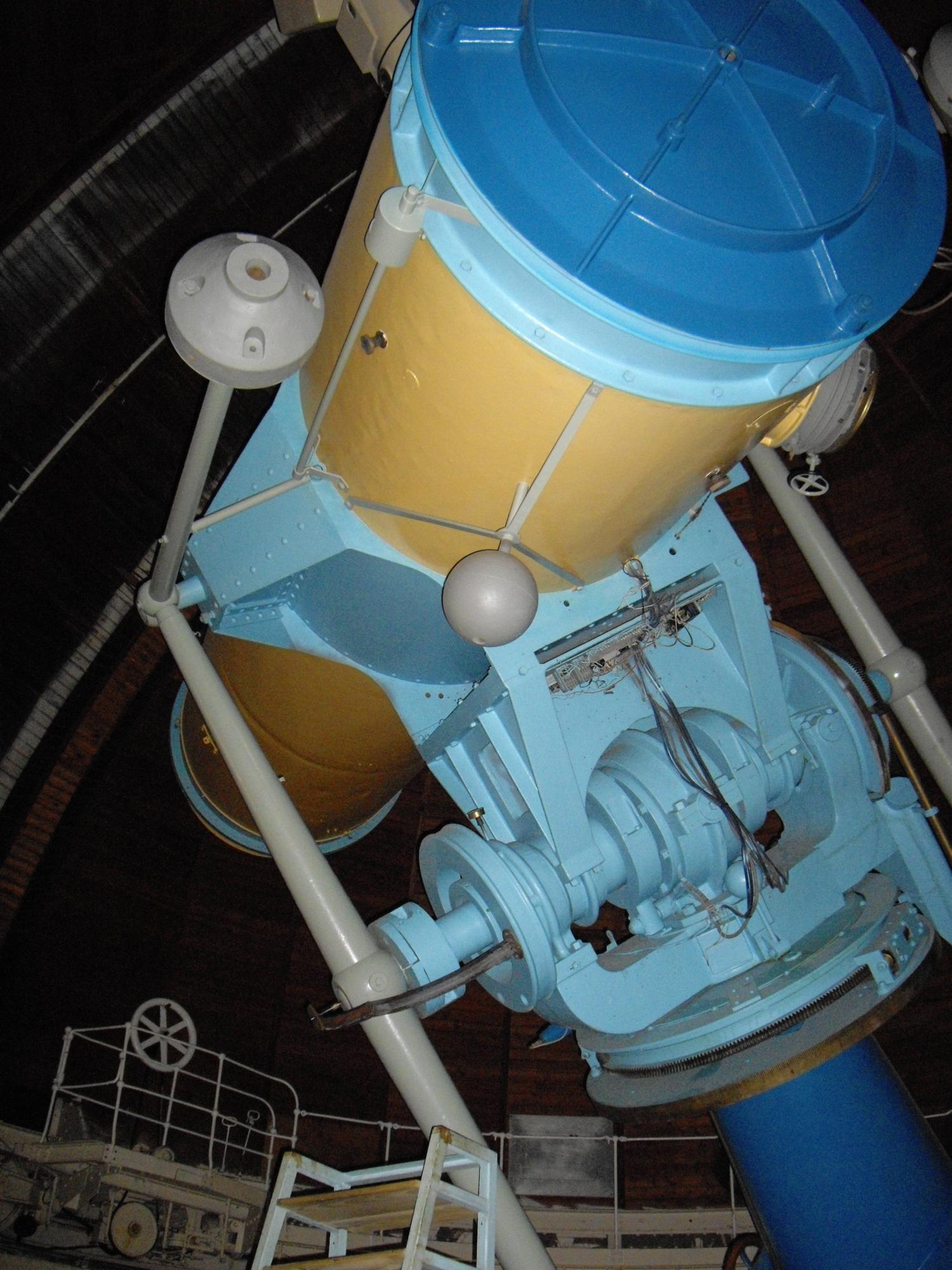
Il telescopio di Babelsberg nell'Osservatorio della Crimea

Dopo la seconda Guerra mondiale la ripresa dell'attività fu difficile: la Torre Einstein aveva subito danni per i bombardamenti, mentre gli strumenti di maggior valore di Babelsberg erano stati smontati e trasferiti in Unione Sovietica come riparazioni di guerra. In particolare il telescopio da 122 cm divenne il telescopio dell'Osservatorio astrofisico della Crimea.
Nel 1947 l'amministrazione dell'istituto di astrofisica e dell'osservatorio di Babelsberg passò all'Accademia delle scienze di Berlino. L'Istituto si assunse l'onere di pubblicare la rivista Astronomische Nachrichten, la più antica rivista di astronomia ancora edita.
Nel 1954 iniziò a operare l'Osservatorio per la radioastronomia solare (OSRA) di Tremsdorf (17 km a sudest di Potsdam), dipendente dall'Osservatorio di Potsdam.
Nel 1960 fu inaugurato nel bosco di Tautenburg, vicino a Jena, il nuovo osservatorio Karl Schwarzschild, dotato di un telescopio di 2 m, costruito dalla Carl Zeiss. La camera di Schmidt di questo telescopio è la più grande camera grandangolare astronomica del mondo ed era il principale strumento astronomico della DDR.
Nel 1969 i quattro istituti astronomici della Germania orientale furono unificati (Potsdam, Babelsberg, Sonneberg e Tautenburg) per costituire l'Istituto Centrale di Astrofisica dell'Accademia delle Scienze della DDR. La torre solare Einstein e l'Osservatorio per la Radioastronomia Solare furono accorpati qualche anno dopo.

### Dopo la Riunificazione tedesca
In base all'accordo sulla riunificazione dell'Accademia delle Scienze di Berlino, l'Istituto Centrale di Astrofisica è stato abolito nel 1991. Al suo posto è stato fondato nel 1992 l'Istituto di Astrofisica di Potsdam, con un personale assai ridotto e con sede nel vecchio osservatorio di Babelsberg.
Gli osservatori di Sonneberg e di Tautenberg non fanno più parte dell'Istituto di Astrofisica, mentre l'Istituto continua a gestire l'Osservatorio per la Radioastronomia Solare (OSRA) di Tremsdorf e il Große Refraktor e la Torre Einstein sul Telegrafenberg.
Nel 2011 l'Istituto fu ribattezzato "Istituto Leibniz di Potsdam per l'Astrofisica", per sottolinearne l'appartenenza alla Leibniz-Gemeinschaft. L'Istituto continua tuttavia ad usare la sigla "AIP" e il dominio internet "aip.de". Giuridicamente l'Istituto è una fondazione privata.

## Attività
L'Istituto di Potsdam partecipa a vari programmi di ricerca internazionali, quali il Large Binocular Telescope (LBT) sul Mt. Grahams in Arizona, il Radial Velocity Experiment, lo Sloan Digital Sky Survey (SDSS) e il LOFAR.